# Unione Sportiva Milanese 1910-1911
Questa pagina raccoglie i dati riguardanti l'Unione Sportiva Milanese nelle competizioni ufficiali della stagione 1910-1911.

## Organigramma societario
Area direttiva
- Presidente: cav. Enrico Maggioni
- Vicepresidente: ing. Oscar Sacchi
- Delegati Federali: Agostino Recalcati (F.I.G.C.).
- Campo: "U.S.M." Via Calabria angolo Via Stelvio.

Area organizzativa
- Segretario: Carlo Legnazzi
- Vice-Segretario: Luigi Terragni
- Cassiere: Giovanni De Maestri

Area tecnica
- Responsabile della Sezione Calcio: Agostino Recalcati
- Allenatore: Commissione Tecnica

## Rosa
| N. |                   | Ruolo | Calciatore               |
| -- | ----------------- | ----- | ------------------------ |
|    | Italia (bandiera) | C     | Vincenzo Alfieri         |
|    | Italia (bandiera) | A     | Arturo Boiocchi          |
|    | Italia (bandiera) | D     | Cesare Boldorini (I)     |
|    | Italia (bandiera) | D     | Alberto Brambilla        |
|    | Italia (bandiera) | C     | Alberto Bruciamonti (II) |
|    | Italia (bandiera) | A     | Mario Cagliani           |
|    | Italia (bandiera) | C     | Giuseppe Caimi           |
|    | Italia (bandiera) | A     | Antenore Carrara         |
|    | Italia (bandiera) | C     | Armando Cremonesi        |
|    | Italia (bandiera) | P     | Mario De Simoni          |
|    | Italia (bandiera) | C     | Silvio Frigerio          |
|    | Italia (bandiera) | C     | Carlo Lavezzari          |

| N. |                   | Ruolo | Calciatore           |
| -- | ----------------- | ----- | -------------------- |
|    | Italia (bandiera) | A     | Armando Morbelli (I) |
|    | Italia (bandiera) | A     | Celso Morbelli (II)  |
|    | Italia (bandiera) | P     | Ezio Orsaria         |
|    | Italia (bandiera) | A     | Guido Pedroni (I)    |
|    | Italia (bandiera) | D     | Amilcare Pizzi (I)   |
|    | Italia (bandiera) | C     | Giacomo Roseo        |
|    | Italia (bandiera) | A     | Anselmo Sardi        |
|    | Italia (bandiera) | D     | Franco Varisco       |
|    | Italia (bandiera) | A     | Battista Verga (I)   |
|    | Italia (bandiera) | D     | Luigi Vicini         |
|    | Italia (bandiera) | D     | Mario Zenoni         |

## Risultati

### Prima Categoria
| Arbitro: | Colombo (Vercelli) |

|                                            |           |                  |
| Neudecker 10’, 40’ Schuler Eberhard Engler | Marcatori | ?’ (aut.) Fronte |

| Milano 4 dicembre 1910 2ª giornata | US Milanese      | 1 – 0 A tav. | Genoa | \| Arbitro: \| Malvano (Torino) \| |
| Arbitro:                           | Malvano (Torino) |              |       |                                    |

| Arbitro: | Gama (Milano) |

|                                                               |           |                      |
| Corna 9’, 44’, 82’ Milano II 25’, 65’ Rampini I 30’ Valle 42’ | Marcatori | 38’ ? 74’ (aut.) Ara |

| Arbitro: | Gama Malcher (Milano) |

|                                     |           |                                                                                          |
| Varisco Morbelli 77’ Boiocchi I 89’ | Marcatori | 1’ (aut.) Boldorini 18’ Tobias 32’, 83’ Cevenini I 38’ (rig.) Van Hege 68’ Bontadini III |

| Arbitro: | Ermolli (Milano) |

|                            |           |                  |
| ? ?’ (aut.) Boiocchi Sardi | Marcatori | Mattea Marchisio |

| Arbitro: | Colombo |

|                               |           |  |
| Giordano 4’ Calì II 37’ Sardi | Marcatori |  |

| Arbitro: | Faroppa (Torino) |

|                                                             |           |  |
| Capello ?’ (rig.) Bachmann II Debernardi II ?’, ?’ Capra II | Marcatori |  |

| Arbitro: | Calì (Genova) |

|  |           |              |
|  | Marcatori | 26’ Boiocchi |

| Arbitro: | Meazza (Milano) |

|  |           |                        |
|  | Marcatori | Engler Gama Aebi Payer |

| Arbitro: | Gama |

|                         |           |              |
| Hurni Mariani Crocco II | Marcatori | 26’ Cagliani |

| Arbitro: | Radice (Milano) |

|  |           |                                          |
|  | Marcatori | 41’, 55’, 87’ Rampini I 48’, 71’ Ferraro |

| Arbitro: | Colombo (Milano) |

|  |           |                          |
|  | Marcatori | 20’ Morbelli 42’ Verga I |

| Arbitro: | Goodley (Torino) |

|               |           |  |
| Gavinelli 48’ | Marcatori |  |

| Arbitro: | Gama Malcher (Milano) |

|  |           |                                           |
|  | Marcatori | 35’ (aut.) Morbelli 55’ Calì II 67’ Sardi |

| Arbitro: | Malvano (Torino) |

|           |           |  |
| Pizzi 35’ | Marcatori |  |

| Arbitro: | Colombo (Milano) |

|                                |           |           |
| Boiocchi ?’, ?’ Cagliani Pizzi | Marcatori | Maffiotti |

## Statistiche

### Statistiche di squadra
| Competizione    | Punti | In casa | In casa | In casa | In casa | In casa | In casa | In trasferta | In trasferta | In trasferta | In trasferta | In trasferta | In trasferta | Totale | Totale | Totale | Totale | Totale | Totale | DR  |
| Competizione    | Punti | G       | V       | N       | P       | Gf      | Gs      | G            | V            | N            | P            | Gf           | Gs           | G      | V      | N      | P      | Gf     | Gs     | DR  |
| --------------- | ----- | ------- | ------- | ------- | ------- | ------- | ------- | ------------ | ------------ | ------------ | ------------ | ------------ | ------------ | ------ | ------ | ------ | ------ | ------ | ------ | --- |
| Prima Categoria | 12    | 8       | 4       | 0       | 4       | 12      | 21      | 8            | 2            | 0            | 6            | 7            | 24           | 16     | 6      | 0      | 10     | 19     | 45     | -26 |

### Statistiche dei giocatori
| Giocatore           | Prima Categoria | Prima Categoria |
| Giocatore           | Presenze        | Reti            |
| ------------------- | --------------- | --------------- |
| V. Alfieri          | 11              | 0               |
| A. Boiocchi         | 12              | 4               |
| C. Boldorini        | 13              | 0               |
| A. Brambilla        | 1               | 0               |
| A. Bruciamonti (II) | 4               | 0               |
| M. Cagliani         | 10              | 2               |
| G. Caimi            | 12              | 0               |
| Cairoli             | 1               | 0               |
| Carminagli          | 1               | 0               |
| A. Carrara          | 5               | 0               |
| A. Cremonesi        | 5               | 0               |
| M. De Simoni        | 15              | 0               |
| S. Frigerio         | 1               | 0               |
| C. Lavezzari        | 1               | 0               |
| A. Morbelli         | 14              | 2               |
| C. Morbelli         | 2               | 0               |
| E. Orsaria          | 2               | 0               |
| G. Pedroni          | 4               | 0               |
| A. Pizzi            | 11              | 2               |
| Radice              | 1               | 0               |
| G. Roseo            | 14              | 0               |
| A. Sardi            | 5               | 0               |
| F. Varisco          | 5               | 2               |
| B. Verga            | 13              | 1               |
| L. Vicini           | 1               | 0               |